# 内德里海利夫区

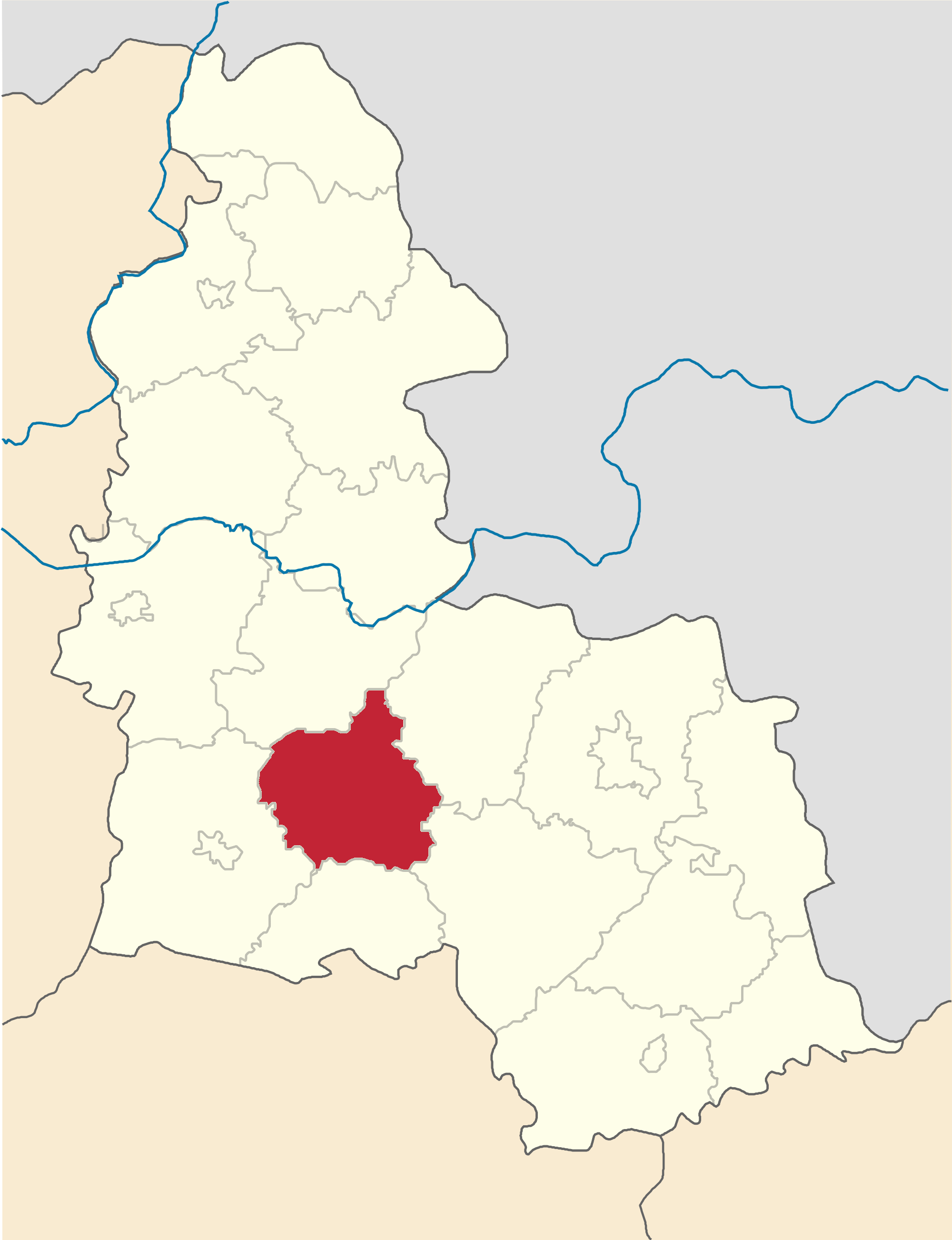
撤销前内德里海利夫区在苏梅州的位置

内德里海利夫区（烏克蘭語：Недригайлівський район）曾是烏克蘭東北部蘇梅州的一個區，行政中心为内德里海利夫，面積1,025平方公里，2013年人口25,432，人口密度每平方公里24.81人。
该区在2020年7月18日的乌克兰行政区划改革中被撤销，改革后蘇梅州下分为5个区。